# Paul Aimson
Paul Edward Aimson (Prestbury, 3 agosto 1943 – Christchurch, 9 gennaio 2008) è stato un calciatore inglese, di ruolo attaccante.

## Carriera
Durante la sua carriera ha giocato dal 1961 al 1974, indossando le maglie di Manchester City, York City, Bury, Bradford City, Huddersfield Town, nuovamente York City, Bournemouth e Colchester United.
È morto  il 9 gennaio 2008, dopo un attacco di cuore.